# Henry Fynes Clinton
Henry Fynes Clinton (14 de janeiro de 1781 - 24 de outubro de 1852 ), cujo nome aparece algumas vezes escrito como Henry-Fines Clinton, foi um nobre inglês da família Clinton, e reconhecido como um cronologista.
Ele estudou na Christ Church, e casou-se duas vezes; com sua primeira esposa não teve filhos, com sua segunda esposa, com quem ele se casou depois da morte da primeira, teve oito filhos. Um de seus sobrinhos também se chamava Henry Fynes Clinton (1826-1850). Ele foi autor dos livros Fasti Hellenici, the Civil and Literary Chronology of Greece from the 55th to the 124th Olympiad  e Fasti Romani, the Civil and Literary Chronology of Rome and Constantinople from the Death of Augustus to the Death of Heraclius.